# Atletism la Jocurile Olimpice de vară din 2020 - Săritura în lungime (masculin)
Proba masculină de săritură în lungime de la Jocurile Olimpice de vară din 2020 a avut loc în perioada 31 iulie–2 august 2021 pe Stadionul Național al Japoniei.

## Recorduri
Înaintea acestei competiții, recordurile mondiale și olimpice erau următoarele:
| Record           | Atlet             | Rezultat | Loc                | Data              |
| ---------------- | ----------------- | -------- | ------------------ | ----------------- |
| Recordul mondial | Mike Powell (USA) | 8,95 m   | Tokyo, Japonia     | 30 august 1991    |
| Recordul olimpic | Bob Beamon (USA)  | 8,90 m   | Mexico City, Mexic | 18 octombrie 1968 |

## Program
Orele sunt ora Japoniei (UTC+9) 
| Data                   | Oră   | Etapă      |
| ---------------------- | ----- | ---------- |
| Sâmbătă, 31 iulie 2021 | 19:00 | Calificări |
| Luni, 2 august 2021    | 9:00  | Finala     |

## Rezultate

### Calificări
Reguli de calificare în finală: se califică în finală orice sportiv care sare lungimea de 8,15m (C) sau cele mai bune 12 rezultate (c).
| Loc | Grupă | Nume                   | Țară                       | 1    | 2    | 3    | Rezultat | Note  |
| --- | ----- | ---------------------- | -------------------------- | ---- | ---- | ---- | -------- | ----- |
| 1   | B     | Juan Miguel Echevarría | Cuba                       | 8,50 | —    | —    | 8,50     | C, SB |
| 2   | B     | Miltiadis Tentoglou    | Grecia                     | 8,22 | —    | —    | 8,22     | C     |
| 3   | A     | Yuki Hashioka          | Japonia                    |      | 8,17 | —    | 8,17     | C     |
| 4   | B     | Tajay Gayle            | Jamaica                    | x    | 6,72 | 8,14 | 8,14     | c     |
| 5   | A     | Juvaughn Harrison      | Statele Unite ale Americii | 8,13 | 8,02 |      | 8,13     | c     |
| 6   | A     | Filippo Randazzo       | Italia                     | 8,10 | x    |      | 8,10     | c     |
| 7   | A     | Maykel Massó           | Cuba                       | 8,07 | 8,00 | 7,92 | 8,07     | c     |
| 8   | B     | Thobias Montler        | Suedia                     | 7,82 | x    | 8,01 | 8,01     | c     |
| 9   | B     | Eusebio Cáceres        | Spania                     | 7,98 | 7,75 |      | 7,98     | c     |
| 10  | B     | Huang Changzhou        | China                      | 7,75 | 7,59 | 7,96 | 7,96     | c     |
| 10  | B     | Fabian Heinle          | Germania                   | 7,80 | 7,96 | 7,84 | 7,96     | c     |
| 10  | B     | Kristian Pulli         | Finlanda                   | 7,71 | 7,96 | x    | 7,96     | c     |
| 13  | A     | Emiliano Lasa          | Uruguay                    | 7,85 | 7,95 | 7,78 | 7,95     |       |
| 14  | A     | Henry Frayne           | Australia                  | 7,82 | 7,82 | 7,93 | 7,93     |       |
| 15  | A     | Steffin McCarter       | Statele Unite ale Americii | 7,69 | 7,81 | 7,92 | 7,92     |       |
| 16  | A     | Samory Fraga           | Brazilia                   | 7,88 | x    | x    | 7,88     |       |
| 17  | B     | Gao Xinglongo          | China                      | x    | 7,86 | 7,86 | 7,86     |       |
| 17  | A     | Izmir Smajlaj          | Albania                    | 7,81 | 7,86 | x    | 7,86     |       |
| 19  | B     | Marquis Dendy          | Statele Unite ale Americii | x    | 7,78 | 7,85 | 7,85     |       |
| 20  | A     | Wang Jianan            | China                      | 7,59 | 7,81 | 7,64 | 7,81     |       |
| 21  | A     | Carey McLeod           | Jamaica                    | x    | 7,75 | 7,36 | 7,75     |       |
| 22  | B     | Ruswahl Samaai         | Africa de Sud              | 7,70 | 7,74 | x    | 7,74     |       |
| 23  | A     | Shotaro Shiroyama      | Japonia                    | 6,24 | 7,70 | x    | 7,70     |       |
| 24  | B     | Murali Sreeshankar     | India                      | 7,69 | 7,51 | 7,43 | 7,69     |       |
| 24  | B     | Lester Lescay          | Cuba                       | 7,69 | x    | 7,63 | 7,69     |       |
| 26  | B     | Hibiki Tsuha           | Japonia                    | 7,52 | 7,61 | 7,55 | 7,61     |       |
| 27  | A     | Vladyslav Mazur        | Ucraina                    | 7,60 | 7,54 | 7,58 | 7,60     |       |
| 28  | A     | Bachana Khorava        | Georgia                    | 7,41 | 7,35 | 7,17 | 7,41     |       |
| 29  | B     | Alexsandro Melo        | Brazilia                   | x    | x    | 6,95 | 6,95     |       |
| —   | A     | Augustin Bey           | Franța                     | x    | x    | x    | —        | FR    |
| —   | A     | Cheswill Johnson       | Africa de Sud              | x    | x    | x    | —        | FR    |
| —   | B     | Andwuelle Wright       | Trinidad și Tobago         | —    | —    | —    | —        | NS    |

### Finala
| Loc | Nume                   | Țară                       | 1    | 2    | 3    | 4                        | 5                        | 6                        | Rezultat | Note |
| --- | ---------------------- | -------------------------- | ---- | ---- | ---- | ------------------------ | ------------------------ | ------------------------ | -------- | ---- |
| 1   | Miltiadis Tentoglou    | Grecia                     | 8,11 | x    | x    | 8,10                     | 8,15                     | 8,41                     | 8,41     |      |
| 2   | Juan Miguel Echevarría | Cuba                       | 8,09 | x    | 8,41 | 6,71                     | —                        | x                        | 8,41     |      |
| 3   | Maykel Massó           | Cuba                       | 8,21 | 8,05 | —    | —                        | —                        | —                        | 8,21     |      |
| 4   | Eusebio Cáceres        | Spania                     | 7,96 | 8,09 | x    | x                        | 8,12                     | 8,18                     | 8,18     | SB   |
| 5   | JuVaughn Harrison      | Statele Unite ale Americii | 7,57 | 7,70 | 7,96 | 7,87                     | 8,15                     | 7,49                     | 8,15     |      |
| 6   | Yuki Hashioka          | Japonia                    | x    | 7,95 | 7,97 | x                        | 7,94                     | 8,10                     | 8,10     |      |
| 7   | Thobias Montler        | Suedia                     | 8,08 | 7,93 | x    | 8,05                     | x                        | x                        | 8,08     |      |
| 8   | Filippo Randazzo       | Italia                     | x    | 7,99 | x    | x                        | 7,88                     | x                        | 7,99     |      |
| 9   | Kristian Pulli         | Finlanda                   | 7,85 | 7,92 | 7,88 | Nu a avansat mai departe | Nu a avansat mai departe | Nu a avansat mai departe | 7,92     |      |
| 10  | Changzhou Huang        | China                      | x    | 7,50 | 7,72 | Nu a avansat mai departe | Nu a avansat mai departe | Nu a avansat mai departe | 7,72     |      |
| 11  | Tajay Gayle            | Jamaica                    | x    | x    | 7,69 | Nu a avansat mai departe | Nu a avansat mai departe | Nu a avansat mai departe | 7,69     |      |
| 12  | Fabian Heinle          | Germania                   | 5,18 | 7,57 | 7,62 | Nu a avansat mai departe | Nu a avansat mai departe | Nu a avansat mai departe | 7,62     |      |